# Западен фронт (Втора световна война)
Западният фронт е един от театрите на Втората световна война. Бойните действия започват когато на 1 септември 1939 г. Германия напада Полша, а на 3 септември Англия и Франция обявяват война на Германия което поставя началото на Втората световна война.
През следващите месеци в периода Септември 1939 до Април 1940 г. се провежда така наречената странна война на Западния фронт.
На 10 май 1940 г. Германия напада Белгия, Холандия, Люксембург и Франция които са смазани само за 6 седмици, като на 22 юни същата година между Германия и Франция е подписано Компиенското примирие.
През следващите четири години в периода 1940 – 1944 г. почти цяла Западна Европа с изключение на Великобритания остават под Германска окупация.
На 6 юни 1944 г. се провежда десант в Нормандия, който отговаря нов фронт в западна Европа, след което Съюзниците напредват и освобождават Париж на 25 август същата година.
След това Съюзниците продължават да напредват и достигат до линията „Зигфрид“.
В периода септември – декември 1944 г. на Западния фронт се провеждат операция Маркет Гардън, битката при гората Хюртген и Арденската офанзива.
През 1945 г. Съюзниците нахлуват в Германия, където напредват и стигат до река Елба на 25 април 1945 г.
На 8 май 1945 г. Германия официално капитулира и войната в Европа приключва с победа за Съюзниците.